# Поширення невизначеності
Поши́рення неви́значеності (або поширення похибки) — у статистиці та чисельних методах, це вплив невизначеності змінних (або похибок, точніше випадкових помилок) на невизначеність функції, що ґрунтується на них.
Коли змінні є значеннями експериментальних вимірювань, вони мають невизначеності через обмеження вимірювань (наприклад, точність приладу), які поширюються через комбінування змінних у функції.
Невизначеність u може бути виражена кількома способами. Вона може бути визначена абсолютною похибкою Δx. Невизначеність також можна визначити відносною похибкою (Δx)/x, яка зазвичай записується у відсотках. Найчастіше невизначеність величини кількісно визначають за стандартним відхиленням σ, яке є додатним квадратним коренем із дисперсії. Тоді значення величини та її похибка виражаються як інтервал x ± u.
Однак найзагальніший спосіб охарактеризувати невизначеність полягає в визначенні її розподілу ймовірностей. Якщо розподіл ймовірностей змінної відомий або його можна припустити, теоретично можна отримати будь-яку його статистику. Зокрема, можна вивести довірчий інтервал для опису області, в якій справжнє значення змінної може знаходитись.
Якщо невизначеності корелюють, то коваріацію необхідно брати до уваги. Кореляція може виникати з двох різних джерел. По-перше, похибки вимірювання можуть бути корельовані. По-друге, коли базові значення корелюють в генеральній сукупності, невизначеності в середніх значеннях будуть корельовані.

## Приклади
Для дійсних функцій однієї змінної {\displaystyle A,B} зі стандартними відхиленнями {\displaystyle \sigma _{A},\sigma _{B},} коваріацією {\displaystyle \sigma _{AB}=\rho _{AB}\sigma _{A}\sigma _{B},} і кореляцією {\displaystyle \rho _{AB}.} Дійсні коефіцієнти {\displaystyle a} and {\displaystyle b} є відомими точно, тобто, {\displaystyle \sigma _{a}=\sigma _{b}=0.}
В стовбцях справа, {\displaystyle A} та {\displaystyle B} є математичними сподіваннями, а {\displaystyle f} — функцією, обчисленою на цих значеннях.
| Function                                     | Дисперсія | Стандартне відхилення |
| -------------------------------------------- | --- | --- |
| {\displaystyle f=aA\,}                       | {\displaystyle \sigma _{f}^{2}=a^{2}\sigma _{A}^{2}} | {\displaystyle \sigma _{f}=\|a\|\sigma _{A}} |
| {\displaystyle f=A+B}                        | {\displaystyle \sigma _{f}^{2}=\sigma _{A}^{2}+\sigma _{B}^{2}+2\sigma _{AB}} | {\displaystyle \sigma _{f}={\sqrt {\sigma _{A}^{2}+\sigma _{B}^{2}+2\sigma _{AB}}}} |
| {\displaystyle f=A-B}                        | {\displaystyle \sigma _{f}^{2}=\sigma _{A}^{2}+\sigma _{B}^{2}-2\sigma _{AB}} | {\displaystyle \sigma _{f}={\sqrt {\sigma _{A}^{2}+\sigma _{B}^{2}-2\sigma _{AB}}}} |
| {\displaystyle f=aA+bB}                      | {\displaystyle \sigma _{f}^{2}=a^{2}\sigma _{A}^{2}+b^{2}\sigma _{B}^{2}+2ab\,\sigma _{AB}}                                                                                            | {\displaystyle \sigma _{f}={\sqrt {a^{2}\sigma _{A}^{2}+b^{2}\sigma _{B}^{2}+2ab\,\sigma _{AB}}}}                                                                                            |
| {\displaystyle f=aA-bB}                      | {\displaystyle \sigma _{f}^{2}=a^{2}\sigma _{A}^{2}+b^{2}\sigma _{B}^{2}-2ab\,\sigma _{AB}}                                                                                            | {\displaystyle \sigma _{f}={\sqrt {a^{2}\sigma _{A}^{2}+b^{2}\sigma _{B}^{2}-2ab\,\sigma _{AB}}}}                                                                                            |
| {\displaystyle f=AB}                         | {\displaystyle \sigma _{f}^{2}\approx f^{2}\left[\left({\frac {\sigma _{A}}{A}}\right)^{2}+\left({\frac {\sigma _{B}}{B}}\right)^{2}+2{\frac {\sigma _{AB}}{AB}}\right]}               | {\displaystyle \sigma _{f}\approx \left\|f\right\|{\sqrt {\left({\frac {\sigma _{A}}{A}}\right)^{2}+\left({\frac {\sigma _{B}}{B}}\right)^{2}+2{\frac {\sigma _{AB}}{AB}}}}}                 |
| {\displaystyle f={\frac {A}{B}}}             | {\displaystyle \sigma _{f}^{2}\approx f^{2}\left[\left({\frac {\sigma _{A}}{A}}\right)^{2}+\left({\frac {\sigma _{B}}{B}}\right)^{2}-2{\frac {\sigma _{AB}}{AB}}\right]}               | {\displaystyle \sigma _{f}\approx \left\|f\right\|{\sqrt {\left({\frac {\sigma _{A}}{A}}\right)^{2}+\left({\frac {\sigma _{B}}{B}}\right)^{2}-2{\frac {\sigma _{AB}}{AB}}}}}                 |
| {\displaystyle f={\frac {A}{A+B}}}           | {\displaystyle \sigma _{f}^{2}\approx {\frac {f^{2}}{\left(A+B\right)^{2}}}\left({\frac {B^{2}}{A^{2}}}\sigma _{A}^{2}+\sigma _{B}^{2}-2{\frac {B}{A}}\sigma _{AB}\right)}             | {\displaystyle \sigma _{f}\approx \left\|{\frac {f}{A+B}}\right\|{\sqrt {{\frac {B^{2}}{A^{2}}}\sigma _{A}^{2}+\sigma _{B}^{2}-2{\frac {B}{A}}\sigma _{AB}}}}                                |
| {\displaystyle f=aA^{b}}                     | {\displaystyle \sigma _{f}^{2}\approx \left({a}{b}{A}^{b-1}{\sigma _{A}}\right)^{2}=\left({\frac {{f}{b}{\sigma _{A}}}{A}}\right)^{2}}                                                 | {\displaystyle \sigma _{f}\approx \left\|{a}{b}{A}^{b-1}{\sigma _{A}}\right\|=\left\|{\frac {{f}{b}{\sigma _{A}}}{A}}\right\|}                                                               |
| {\displaystyle f=a\ln(bA)}                   | {\displaystyle \sigma _{f}^{2}\approx \left(a{\frac {\sigma _{A}}{A}}\right)^{2}} | {\displaystyle \sigma _{f}\approx \left\|a{\frac {\sigma _{A}}{A}}\right\|} |
| {\displaystyle f=a\log _{10}(bA)}            | {\displaystyle \sigma _{f}^{2}\approx \left(a{\frac {\sigma _{A}}{A\ln(10)}}\right)^{2}}                                                                                               | {\displaystyle \sigma _{f}\approx \left\|a{\frac {\sigma _{A}}{A\ln(10)}}\right\|} |
| {\displaystyle f=ae^{bA}}                    | {\displaystyle \sigma _{f}^{2}\approx f^{2}\left(b\sigma _{A}\right)^{2}} | {\displaystyle \sigma _{f}\approx \left\|f\right\|\left\|\left(b\sigma _{A}\right)\right\|}                                                                                                  |
| {\displaystyle f=a^{bA}}                     | {\displaystyle \sigma _{f}^{2}\approx f^{2}(b\ln(a)\sigma _{A})^{2}} | {\displaystyle \sigma _{f}\approx \left\|f\right\|\left\|b\ln(a)\sigma _{A}\right\|} |
| {\displaystyle f=a\sin(bA)}                  | {\displaystyle \sigma _{f}^{2}\approx \left[ab\cos(bA)\sigma _{A}\right]^{2}} | {\displaystyle \sigma _{f}\approx \left\|ab\cos(bA)\sigma _{A}\right\|} |
| {\displaystyle f=a\cos \left(bA\right)\,}    | {\displaystyle \sigma _{f}^{2}\approx \left[ab\sin(bA)\sigma _{A}\right]^{2}} | {\displaystyle \sigma _{f}\approx \left\|ab\sin(bA)\sigma _{A}\right\|} |
| {\displaystyle f=a\tan \left(bA\right)\,}    | {\displaystyle \sigma _{f}^{2}\approx \left[ab\sec ^{2}(bA)\sigma _{A}\right]^{2}} | {\displaystyle \sigma _{f}\approx \left\|ab\sec ^{2}(bA)\sigma _{A}\right\|} |
| {\displaystyle f=A^{B}}                      | {\displaystyle \sigma _{f}^{2}\approx f^{2}\left[\left({\frac {B}{A}}\sigma _{A}\right)^{2}+\left(\ln(A)\sigma _{B}\right)^{2}+2{\frac {B\ln(A)}{A}}\sigma _{AB}\right]}               | {\displaystyle \sigma _{f}\approx \left\|f\right\|{\sqrt {\left({\frac {B}{A}}\sigma _{A}\right)^{2}+\left(\ln(A)\sigma _{B}\right)^{2}+2{\frac {B\ln(A)}{A}}\sigma _{AB}}}}                 |
| {\displaystyle f={\sqrt {aA^{2}\pm bB^{2}}}} | {\displaystyle \sigma _{f}^{2}\approx \left({\frac {A}{f}}\right)^{2}a^{2}\sigma _{A}^{2}+\left({\frac {B}{f}}\right)^{2}b^{2}\sigma _{B}^{2}\pm 2ab{\frac {AB}{f^{2}}}\,\sigma _{AB}} | {\displaystyle \sigma _{f}\approx {\sqrt {\left({\frac {A}{f}}\right)^{2}a^{2}\sigma _{A}^{2}+\left({\frac {B}{f}}\right)^{2}b^{2}\sigma _{B}^{2}\pm 2ab{\frac {AB}{f^{2}}}\,\sigma _{AB}}}} |